# Schwingt freudig euch empor
Schwingt freudig euch empor (BWV 36) is een religieuze cantate gecomponeerd door Johann Sebastian Bach, bedoeld voor de eerste zondag van de Advent.
Deze cantate klonk voor het eerst op 2 december 1731. Van de cantate zijn verschillende versies bewaard gebleven, die respectievelijk de BWV-nummers 36a, 36b en 36c hebben gekregen. Van deze is de seculiere versie BWV 36c het meest bekend.
BWV 36c (1725) is geschreven als wereldlijke huldigingscantate voor de verjaardag van een onbekende, oudere leraar aan de Thomasschule.
BWV 36a (1726) hergebruikt de muziek van de aria's van 36c en is waarschijnlijk voor een verjaardagscantate voor de echtgenote van zijn vroegere werkgever, Leopold von Anhalt-Köthen.
BWV 36 (1731) heeft een uitgebreide muziek - in twee fasen - met enkele koraalbewerkingen in een dan kerkelijke cantate voor 1e Advent in 1731.
BWV 36b (1735) herbruikt de huldigingsmuziek met alweer een nieuwe tekst nog voor een onbekende gelegenheid (mogelijk een verjaardag), waarbij Bach met zijn Collegium Musicum hulde bracht aan een lid van de vooraanstaande Leipziger familie Rivinus (de familienaam valt in de tekst van de delen 2 en 4), waarschijnlijk de rechtsgeleerde en hoogleraar Andreas Florens Rivinus (1681-1755) die in 1735 rector van de Leipziger Universiteit was geworden.

## Programma
De Bijbellezingen voor de eerste Adventszondag
- Romeinen 8, 11-14
- Matteüs 21, 1-9 (Intocht van Jezus in Jeruzalem).

## Tekst
De koralen uit deze cantate zijn afkomstig van het door Maarten Luther geschreven koraal Nun komm, der Heiden Heiland (2, 6 en 8) en het door Philipp Nicolai geschreven koraal Wie schön leuchtet der Morgenstern (4). De aria's en het openingskoor zijn vermoedelijk geschreven door Christian Friedrich Henrici (Picander).
1. Koor: Schwingt freudig dich empor
2. Koraal (sopraan en alt): Nun komm, der Heiden Heiland
3. Aria (tenor): Die Liebe zieht mit sanften Schritten
4. Koraal (koor): Zwingt die Saiten in Cythara
5. Aria (bas): Willkommen, werter Schatz
6. Koraal (tenor): Der du bist dem Vater gleich
7. Aria (sopraan): Auch mit gedämpften, schwachen Schritten
8. Koraal (koor): Lob sei Gott dem Vater ton

## Toelichting
Oorspronkelijk was deze cantate een seculiere verjaardagscantate. Eind jaren 20 van de 18e eeuw bouwde Bach deze cantate om tot een Adventscantate, door toevoeging van het slotkoraal (het 6e (eennalaatste) couplet uit de koraal Wie schön leuchtet der Morgenstern) en het herschrijven van het openingskoor en enkele aria's. Mogelijk dat Bach zelf niet tevreden was met het eindresultaat, want in 1731 herschrijft hij de cantate opnieuw tot de huidige versie BWV 36. Bach knipte de cantate in twee delen, een het eerste deel voor voor de preek en het tweede deel voor na de preek. Het oorspronkelijke slotkoraal werd het eind van het eerste deel van de cantate.
Opvallend, en voor Bach heel bijzonder, is dat in de laatste versie van de cantate de recitatieven verdwenen zijn. In vrijwel alle cantates van Bach gaat een recitatief vooraf aan een aria, of volgt er direct na een aria een recitatief. De recitatieven zijn in deze cantates dan de tekstuele (beschouwende) brug tussen aria's. In de laatste versie van de cantate zijn de recitatieven vervangen door koraalbewerkingen van het koraal Nun komm, der Heiden Heiland.